# Wuthering Heights
«Wuthering Heights» (с англ. — «Грозовой перевал») — композиция британской певицы и композитора Кейт Буш, вошедшая в её дебютный альбом The Kick Inside (1978). Названа в честь одноимённого романа Эмили Бронте.
«Wuthering Heights» стал первым официально изданным синглом Кейт Буш. Вскоре после выпуска он возглавил хит-парады Великобритании, Австралии, Нидерландов, Бельгии и Новой Зеландии, мгновенно сделав певицу мировой знаменитостью. Вторая сторона сингла содержала композицию «Kite» («Воздушный змей»).
Песня была написана 18-летней Кейт Буш всего за несколько часов поздно вечером 5 марта 1977 года под впечатлением от просмотра последних десяти минут одноимённого мини-сериала «Би-би-си» 1967 года. Источником вдохновения при построении вокальной партии, записанной в один дубль, предположительно послужил сингл «I Want to Live in a Wigwam» (1972) британского певца, композитора и мультиинструменталиста Кэта Стивенса. Повествование в песне ведётся от лица призрака Кэти, главной героини фильма и лёгшего в его основу романа Эмили Бронте.
26 октября 1977 года на травянистом поле с лесополосой в окрестностях Солсбери операторской группой видеокомпании Ника Абсона Rockflicks был снят промо-ролик к песне с участием самой Кейт Буш («версия с красным платьем»), ставший её первым официальным видеоклипом. Впервые представленная в клипе характерная «призрачная» пантомима Буш, ученицы выдающегося британского хореографа Линдси Кемпа, впоследствии многократно воспроизводившаяся ею на сцене и в других видео на ту же композицию, стала объектом многочисленных пародий и темой коллективного танцевального перформанса The Most Wuthering Heights Day Ever, ежегодно устраиваемого во всём мире поклонниками певицы.
В 1986 году, готовя к выпуску сборник своих хитов The Whole Story, Кейт Буш записала новую версию песни, поскольку сочла звучание оригинала «слишком старомодным». «Wuthering Heights» также входит в концертный альбом Live at Hammersmith Odeon, сборники Moments of Pleasure – The Best Works 1978–1993, Kate Bush Radio Special, This Woman’s Work: Anthology 1978–1990.
Кавер-версии «Wuthering Heights» в разное время записывали Пэт Бенатар, The Puppini Sisters и многие другие известные исполнители.

## Факты
- Кейт Буш и Эмили Бронте родились в один день — 30 июля.
- На момент написания «Wuthering Heights» Кейт ещё не была знакома с романом «Грозовой перевал», она прочитала его позднее.
- Настоящее имя Кейт Буш — Кэтрин, и в детстве её звали Кэти, так же, как и героиню «Грозового перевала», от лица которой написана песня.